# عزیز شاهرخ
عزیز شاهرخ (زادهٔ ۱۷ شهریور ۱۳۱۷ خورشیدی در مهاباد) از خوانندگان کرد اهل ایران است. او ساکن شهر مهاباد است و به زبان‌های کردی و فارسی آواز می‌خواند.

## زندگی‌نامه
عزیز شاهرخ در سال ۱۳۱۷ شمسی در محلهٔ «قه‌بران» که امروزه جزو خیابان وفایی در شهر مهاباد است دیده به جهان گشود. پدرش «عبدالله» و پدربزرگش اهل پژ در کردستان عراق بودند. پدربزرگش در جوانی به کردستان ایران آمد و در یکی از روستاهای منطقهٔ مَنگور ماندگار شد و با دختری ازایل منگور ازدواج نمود. مادرش «آمنه» اهل «نهری» کردستان ترکیه بود که در جنگ بین‌الملل اول همراه برادرش آوارهٔ ایران شده‌بود و پدر و مادر و خانواده‌اش را روس‌ها کشته‌بودند.
عزیز شاهرخ تحصیلات ابتدایی و متوسطه را در سال ۱۳۳۹ شمسی در شهر مهاباد به پایان رساند و برای ورود به مرکز تربیت معلم به ارومیه رفت. در سال ۱۳۴۰ شمسی با عنوان معلم شروع به کار کرد. در سال ۱۳۴۲ شمسی از سوی ساواک بازداشت شد و در سال ۱۳۴۵ شمسی از زندان رهایی یافت، ولی به ۱۰ سال محرومیت اجتماعی محکوم شد. در آذرماه ۱۳۴۵ با دختری مهابادی به نام «کبری غوثیه» وصلت نمود که حاصل آن پنج فرزند دختر بوده‌است. پدر و برادر بزرگتر وی نیز به خواندن علاقه داشتند. عزیز شاهرخ با شنیدن آثار استادانی چون سیدعلی‌اصغر کردستانی حسن زیرک و Kawîs Axa به آواز علاقه‌مند شد. او هیچ‌گاه به صورت حضوری در خدمت استادی درس آواز نگرفت اما با تمرین از روی صفحات ضبط شده گرامافون، آواز را از اساتیدی نظیر حسن زیرک محمد صالح دیلان، طاهر توفیق وحسن جزراوی فرا گرفت.
حرفه اصلی او معلمی بود، شاهرخ تا کنون با نوازندگان و آهنگسازانی چون مجتبی میرزاده در آلبوم از دست عشق، حمیدرضا خجندی در آلبوم روناک و همچنین گروه کامکارها، جلیل عندلیبی، عرفان می‌رانی، سعید فرجپوری، حسین حمیدی، محمد فیروزی، بهرام ساعد و گروه آبیدر همکاری کرده‌است

## آثار
1. از دست عشق - آهنگساز: محمد جلیل عندلیبی
2. آوات (آرزو) - موسیقی کردی - آهنگساز: سعید فرجپوری، مؤسسه فرهنگی هنری ماهور، تهران ۱۹۹۶
3. زمانه - موسیقی کردی - آهنگساز: سعید فرجپوری، مؤسسه فرهنگی هنری ماهور، تهران ۱۹۹۷
4. به یاد سید علی اصغر کردستانی - آهنگساز: سعید فرجپوری، مؤسسه فرهنگی هنری ماهور، تهران ۱۹۹۷
5. روناک - موسیقی کردی - آهنگساز و تنظیم کننده:حمیدرضا خجندی، شرکت فرهنگی هنری گلبانگ، تهران ۱۹۹۸
6. سکالا - موسیقی کردی - آهنگساز: عزیز شاهرخ، تنظیم: طاهر می‌رسیدی، مهاباد استودیو سارنگ ایرج حیدری ۱۳۸۳
7. آلبوم مهاباد - آهنگساز: عزیز شاهرخ، تنظیم: طاهر می‌رسیدی، استودیو سارنگ ایرج حیدری

## تجلیل
از وی به عنوان یکی از مشاهیر کرد در تیر ماه ۱۳۹۸ در کنگره جهانی مشاهیر کرد تجلیل و تقدیر شد.